# Александър Василевски
Вижте пояснителната страница за други личности с името Александър Василевски.
Алекса̀ндър Миха̀йлович Василѐвски (на руски: Алекса̀ндр Миха̀йлович Василѐвский) е виден съветски военачалник, маршал на Съветския съюз (1943), 2 пъти носител на званието герой на Съветския съюз (1944, 1945), 2 пъти кавалер на ордена „Победа“ (1944, 1945).

## Биография

### Детство и юношество
Роден е на 30 септември 1895 г. в село Нова Голчиха, Кинешемски уезд, близо до гр. Вичуг, Ивановска област, Русия, в семейството на местния свещеник Михаил Александров Василевски. Майката Надежда Ивановна Соколова е дъщеря на свещеника в близкото село Углец. Александър е 4-то дете в семейството от 8 братя и сестри.
През 1926 г. Василевски прекъсва отношенията си със семейството заради членството си в Комунистическата партия ВКП (болшевики), както правят и още 3 негови братя. Отношенията им биват възстановени през 1940 г. по предложение на Сталин.
Във 1897 г. семейството се мести в село Новопокровско, където бащата става свещеник в новопостроения каменен храм „Възнесение Господне“.
По-късно младият Александър започва църковно училище в този храм. През 1909 г. завършва Кинешемското духовно училище и постъпва в семинария, диплом от която му дава възможност да продължи светското си образование. В резултат на всерусийската стачка на семинаристите, която била срещу забраната за постъпване в университети, Василевски е изключен, но след няколко месеца се връща в семинарията след частично удовлетворяване на исканията на семинаристите.

### Първа световна и Гражданска война
Александър мечтае да стане агроном или земемер, но Първата световна война нарушава плановете му. Преди последния клас в семинарията той и няколко негови съвипускници напускат и започват обучение в Алексеевското военно училище. През май 1915 г. завършва ускорен 4-месечен курс на обучение и с чин прапоршчик е изпратен на фронта. От юни до септември пребивава в запасните части, а през есента е изпратен на Югозападния фронт, където е назначен за заместник-командир на рота от 409-и новохоперски полк на 103-та дивизия, 3-та армия.
Пролетта на 1916 г. го заварва като командир на рота и с признанието на един от най-добрите подофицери в армията. В резултат на многото загуби на офицери е произведен предсрочно в штабс-капитан и става командир на 409-и полк. Известието за Октомврийската революция го заварва в прогизналите окопи под Аджуд-Ноу в Румъния, където решава да напусне службата и през 1917 г. излиза в отпуск.
Завръщайки се в родината, разбира че е избран за командир на полка, част от Румънския фронт под командването на генерал Щербачов, и Кинешемския военен отдел нарежда да не напуска армията.
През 1918 г. е назначен за инструктор по начално военно обучение в Костромска губерния. От септември 1918 г. започва работа като учител в началното училище в село Върховя, Тулска губерния.
През април 1919 г. е призован в Червената армия и е изпратен в 4-ти запасен батальон като взводен инструктор. След месец е изпратен като командир на отряд от 100 бойци в Тулска губерния за оказване на помощ за борба с бандитите. Същото лято батальонът е преобразуван в Тулска стрелкова дивизия поради приближаването на Южния фронт и армията на генерал Деникин. Назначен е за командир на новосформиран батальон. Разположен на югозапад от град Тула, батальонът не влиза в битка поради спирането настъплението на армията на Антон Деникин.

### Велика отечествена война
Участник е във Великата отечествена война от първия ѝ ден.
На 1 август 1941 г. генерал-майор Василевски е назначен за заместник-началник на Генералния щаб и началник на Оперативното управление. По време на Битката за Москва от 5 до 10 октомври 1941 г. е в групата, обезпечаваща прехвърлянето към Можайския рубеж на отстъпващите и излизащи от обкръжение военни части. През втората половина на октомври оглавява оперативна група на Върховното главно командване в Москва с евакуирания от столицата Генерален щаб. На 28 октомври е повишен в звание генерал-лейтенант.
От средата на април до 8 май 1942 г. е на Северозападния фронт. На 24 май 1942 г. става заместник на разболелия се тежко маршал Борис Михайлович Шапошников и започва да изпълнява длъжността началник на Генералния щаб. На 26 април е повишен в звание генерал-полковник. На 9 май, когато германците пробиват Кримския фронт, е отзован в Москва. При обкръжението на Ленинград през юни 1942 г. е изпратен заедно с командващия Волховския фронт маршал Кирил Мерецков в гр. Малая Вишера, Новгородски район да организират излизането на войските от обкръжение. На 26 юни 1942 г. е назначен за началник на Генералния щаб на Червената армия, а от октомври едновременно е и заместник на народния комисар по отбраната.
От 23 юли до 26 август 1942 г. лично отговаря за Битката при Сталинград, направлявайки съвместните действия на войските. Внасяйки новаторски идеи в развитието на съветското военно изкуство, заедно с маршал Георгий Константинович Жуков планира и осъществява контранастъплението при Сталинград. Василевски остава сам да води настъплението, защото Жуков е изпратен да ръководи Западния фронт. В резултат на успешно завършената операция Василевски до средата на декември провежда акции за унищожаването на остатъците от армията на фелдмаршал Фридрих Паулус в „Сталинградския котел“. Не довежда докрай операцията по прочистване, защото е изпратен да отблъсне армията на фелдмаршал Ерих фон Манщайн, който се опитва да направи пробив в обръча при Сталинград и да направи възможно спасяването на армията на Паулус.
От 2 януари 1943 г., след капитулацията на Паулус, поема Брянския фронт и води настъплението на съветската армия по Донското направление. На 16 февруари 1943 г. е удостоен със званието маршал на Съветския съюз, което е крайно необичайно предвид, че 29 дни по-рано е удостоен със званието армейски генерал. Така Василевски става единствения военнослужещ, който е повишен за толкова кратко време на такова равнище.
По поръчение лично на Сталин Василевски ръководи Воронежкия и Степния фронт в Битката при Курск. Ръководи освобождаването на Донбаския район, Украйна и Крим. На 10 април е удостоен с орден „Победа“ в чест на освобождаването на Одеса, който се дава едва за 2-ри път (първият е даден на Жуков). При превземането на Севастопол джипът му попада на мина, вследствие на която получава травма на главата и лицето му е нарязано от стъкла. Настанен е в болница и остава там, докато се възстанови.
По време на Беларуската операция координира 1-ви прибалтийски, 2-ри прибалтийски и 3-ти беларуски фронт. От 26 юли ръководи освобождаването на Прибалтика. На 29 юли 1944 г. е награден със званието „герой на Съветския съюз“ и е награден с орден „Ленин“ и медал Златна звезда.
Източно-пруската операция отначало е ръководена лично от Сталин, защото Василевски е зает с освобождаването на Прибалтика. След тази операция поема отново задълженията си на началник на Генщаба и поема Източно-пруската операция.
На 18 февруари 1945 г. при завръщането на Сталин от срещата в Ялта, Василевски го моли да бъде освободен от задълженията си на началник на Генералния щаб, защото прекарва почти цялото си време на фронта в Източна Прусия.
Същия ден в Полша загива командващият на 3-ти беларуски фронт генерал Иван Данилович Черняховски. Това кара Сталин да вземе решение да освободи Василевски от длъжността началник на Генералния щаб и го назначава за командващ на 3-ти беларуски фронт. Като такъв той води Червената армия в атаката на Кьонигсберг – операция, станала харизматична. След войната комендантът на Крепостта Кьонингсберг генерал Ляш обвинява Василевски за неспазване на обещанията си при уговарянето на капитулацията, описани в книгата му „Как падна Кьонингсберг“.
От 8 юли 1945 г. ръководи бойните действия в Далечния изток. Ръководейки 1-ви и 2-ри забайкалски далекоизточен фронт и монголските войски, разгромява 1-милионната японска армия в Манджурия. През септември 1945 г. за умело ръководство на съветските войски в операцията получава отново „Златна звезда“.

### Мемоари, книги, статии на Василевски
- Василевский А. М. Дело всей жизни (в 2-х томах). – 6-е изд. – М.: Политиздат, 1989, 320 с. ISBN 5-250-00657-4
- Василевский А. М. О дисциплине и воинском воспитании. – М.: Воениздат. 1987. (пять статей из этой книги перепечатаны в книге „Маршал А. М. Василевский – стратег, полководец, человек“ (см. ниже)).